# 记住乡愁
《记住乡愁》是中国中央电视台于2015年推出的的一部纪录片。该纪录片于2014年6月开始拍摄，由《走遍中国》、《远方的家》、《流行无限》三个节目主创团队共同打造。2015年1月1日在中国中央电视台中文国际频道《走遍中国》栏目时段播出第一季，至3月4日播毕。纪录片通过梳理中国传统村落世代遵循的行为道德规范和传承千年的家风家规，讲述传统村落的文明故事，挖掘中华民族传统文化基因。该片已被列入“国家历史文化传承工程”和“历史文化纪录片工程重点项目”。

## 制作
本纪录片的制作工作于2014年6月启动，在半年时间内拍摄完成。其中中国中央电视台中文国际频道《走遍中国》、《远方的家》、《流行无限》三个节目主创团队设立40个摄制组奔赴中国大陆各地采访拍摄，另外中国大陆的10个一级行政区电视台也组织力量参与节目的摄制工作。摄制组选取100个以上具有代表性的传统村落，以纪实手法进行拍摄。
另外，该纪录片还举办了主题歌歌词全球征集活动，共有30首作品入围。这30首作品被录制成电视朗诵短片，已陆续安排在央视四套进行展播，还将从中选取12首作品谱曲后在纪录片中播出。

## 播出
2015年1月1日，《记住乡愁》在中国中央电视台中文国际频道《走遍中国》栏目时段播出，以季播的形式播出，第一季至3月4日播毕，共60集。除央视四套外，该片亦在中国中央电视台纪录频道、中国中央电视台综合频道、中国中央电视台军事·农业频道、全国各省级卫视频道及地面频道播出。
而第二季的《记住乡愁》播出时间也已经确定，于2016年1月3日开播，至3月5日播毕。
而第三季的《记住乡愁》播出时间也已经确定，于2017年1月2日开播，至3月30日播毕。
而第四季的《记住乡愁》于2018年1月2日开播，至3月28日播毕。
而第五季的《记住乡愁》于2019年1月2日开播，至4月1日播毕。
而第六季的《记住乡愁》于2020年1月2日开播，至3月27日播毕。
而第七季的《记住乡愁》于2021年1月1日开播，至3月17日播毕。
而第八季的《记住乡愁》于2022年1月3日开播，至3月19日播毕。

## 海外播出

### 香港播放
香港無線電視無綫財經·資訊台在2017年8月20日至2019年1月13日逢星期日上午7時播映本纪录片，初期由馬雪瑩旁白，其後改由周芷菱旁白，並由新聞及資訊部負責製作。而第五季則在2019年7月21日至2020年2月9日逢星期日上午7時播映，由張璟瑩旁白，其後改由楊明珠旁白，其後再改由陳穎儀旁白，與之前一樣，由新聞及資訊部負責製作。而第六季則在2020年6月14日至2020年10月25日逢星期日上午7時及下午4時播映，由封艷明旁白，其後改由彭芷敏旁白，之後又再改由胡若靈旁白，之後再改由馬慧珊旁白，與之前一樣，由新聞及資訊部負責製作。而國際版則在2020年7月27日至2020年8月4日逢星期一、二下午6時在翡翠台及下午11時在無綫財經·資訊台播映，由文宇軒旁白，與之前一樣，由新聞及資訊部負責製作。而第七季則在2022年11月26日起逢星期六上午11時及中午12時在財經 體育 資訊台播映，與之前一樣，由新聞及資訊部負責製作。

## 内容
《记住乡愁》以“关注古老村落状态，讲述中国乡土故事，重温世代相传祖训，寻找传统文化基因”为宗旨，通过梳理中国传统村落世代遵循的行为道德规范和传承千年的家风家规，讲述传统村落的文明故事，挖掘中华民族传统文化基因，并深入挖掘和阐述中华优秀传统文化的时代价值为主要内容。
该纪录片主要介绍的村落有重庆黔江区濯水村、山西晋中静升村、江西赣州白鹭村、广东潮州文里村、辽宁阜新查干哈达村、湖南益阳张谷英村、江苏苏州明月湾村、贵州从江岜沙村等。

## 评价
中国大陆媒体对《记住乡愁》给予正面评价。新浪财经网称“海内外观众对该片也产生了强烈共鸣”。

## 相关产品
《记住乡愁》的同名音像制品由中國國際電視總公司发行。此外，同名书籍于2015年8月19日在上海书展首发，由江西美术出版社出版发行，在8月25日上海书展闭幕之时，该书被入选为“最有影响力的十本新书”。